# Dímitra Arapoğlu
Dímitra Arapoğlu (en griego: Δήμητρα Αράπογλου) es una política griega. Electa al Parlamento Helénico para el periodo desde 2007 al 2009, fue la segunda persona sorda en el mundo en acceder a un escaño parlamentario.
Arapoğlu es una miembro activa en la comunidad sorda griega.